# NGC 442
NGC 442 je galaksija u zviježđu Kit.

## Vanjske poveznice
- SEDS: NGC 442